# Малая Крушиновка
Малая Крушиновка (бел. Малая Крушынаўка) — деревня в Озеранском сельсовете Рогачёвского района Гомельской области Беларуси.

## География

### Расположение
В 35 км на северо-запад от районного центра и железнодорожной станции Рогачёв (на линии Могилёв — Жлобин), 156 км от Гомеля.

### Гидрография
На восточной окраине Фалевичский канал.

## Транспортная сеть
Транспортные связи по просёлочной, затем автомобильной дороге Бобруйск — Гомель. Планировка состоит из прямолинейной меридиональной улицы, пересекаемой в центре короткой прямолинейной широтной улицей. Застройка деревянная, двусторонняя, усадебного типа.

## История
По письменным источникам известна с XIX века, когда рядом с деревней Крушиновка возникла околица. В 1909 году деревня Крушиновка Малая (она же Крушиновская Буда), 714 десятин земли, в Тихиничской волости Рогачёвского уезда Могилёвской губернии.
В 1930 году организованы колхозы имени С. М. Будённого и «Путь к социализму», работали 2 кузницы, шерсточесальня. Во время Великой Отечественной войны каратели в 1944 году сожгли 32 двора и убили 2 жителей. 49 жителей погибли на фронте. Согласно переписи 1959 года в составе колхоза «XVII партсъезд» (центр — деревня Великая Крушиновка).

## Население

### Численность
- 2004 год — 35 хозяйств, 55 жителей.

### Динамика
- 1868 год — 1 двор, 10 жителей.
- 1897 год — 40 дворов, 305 жителей (согласно переписи).
- 1909 год — 46 дворов, 367 жителей.
- 1925 год — 89 дворов.
- 1940 год — 110 дворов, 584 жителя.
- 1959 год — 415 жителей (согласно переписи).
- 2004 год — 35 хозяйств, 55 жителей.